# KF Drenica
| Radovi u tijeku! |
| Jedan vrijedni suradnik upravo radi na ovom članku! Mole se ostali suradnici da NE UREĐUJU članak dok je ova obavijest prisutna. Koristite stranicu za razgovor ako imate komentare i pitanja u vezi s člankom. Kada radovi budu gotovi predložak će ukloniti suradnik koji ga je postavio na članak! Predložak može svatko ukloniti ako 6 sati nije bilo promjena u članku i njegovoj stranici za razgovor. |

KF Drenica (Drenica, KF-FC "Drenica"; "Drenica" Srbica; Drenica Skënderaj, albanski Klubi Futbollistik Drenica) je nogometni klub iz Srbice (alb. Skënderaj), Kosovskomitrovački okrug, Republika Kosovo. 
 
U sezoni 2024./25. "Drenica" se natječe u "Prvoj ligi Kosova" (Skupina A; alb. "Liga e Parë"), ligi drugog stupnja nogometnog prvenstva Kosova.  

## Vanjske poveznice
- kfdrenica.com
- FC Drenica, Facebook stranica
- (alb.) fcdrenica.com, wayback arhiva (2009.)
- (engl.) int.soccerway.com, KF Drenica Skënderaj
- (engl.) sofascore.com, KF Drenica
- (engl.) worldfootball.net, FK Drenica
- rezultati.com, Drenica
- (engl.) flashscore.com, Drenica
- (engl.) futbol24.com, KF Drenica Srbica
- (šp.) livefutbol.com, FK Drenica
- (alb.) ffk-kosova.com, Drenica
- (engl.) transfermarkt.com, KF Drenica
- (engl.) footballdatabase.eu, Drenica
- (engl.) playmakerstats.com, KF Drenica
- (lit.) futbolas.lietuvai.lt, KF-FC Drenica Skënderaj